# Chionocharis hookeri
Chionocharis hookeri är en strävbladig växtart som först beskrevs av Charles Baron Clarke, och fick sitt nu gällande namn av Ivan Murray Johnston. Chionocharis hookeri ingår i släktet Chionocharis och familjen strävbladiga växter. Inga underarter finns listade i Catalogue of Life.